# Uno Küller
Uno Oscar Küller, född 2 oktober 1899 i Gävle, död 7 oktober 1934 i Johannes församling i Stockholm, var en svensk skådespelare.

## Filmografi roller
- 1925 – Karl XII
- 1925 – Karl XII del II
- 1928 – Gustaf Wasa del I